# ماری سانچس
ماری سانچس (اسپانیایی: Mari Sánchez‎; ۸ اکتبر ۱۹۹۱) وزنه‌بردار زن اهل کلمبیا است.
وی در مسابقات کشوری و بین‌المللی در مجموع برندهٔ ۴ مدال طلا، ۵ مدال نقره، ۱ مدال برنز شده است.